# Изложба „Уметнички павиљон Титоград” (1966)
Изложба „Уметнички павиљон Титоград” се одржала у октобру 1966. године у Уметничком павиљону у Титограду.

## Уметнички савет
Избор радова за изложбу је извршио Уметнички савет Удружења ликовних уметника Србије у следећем саставу:
- Сликарска секција:
  - Љубица Сокић
  - Анте Абрамовић
  - Ђорђе Илић
  - Марко Крсмановић
  - Зоран Мандић

- Вајарска секција:
  - Стеван Боднаров
  - Коста Богдановић
  - Милан Верговић
  - Матија Вуковић
  - Стеван Дукић

- Графичка секција:
  - Богдан Кршић
  - Слободан Михаиловић

## Излагачи
1. Градимир Алексић
2. Даница Антић
3. Милош Бајић
4. Милан Бесарабић
5. Павле Блесић
6. Коста Богдановић
7. Славољуб Богојевић
8. Милан Верговић
9. Милорад Дамњановић
10. Стеван Дукић
11. Радоман Гашић
12. Оливера Грбић
13. Заре Ђорђевић
14. Ђорђе Илић
15. Љубодраг Јанковић
16. Александар Јеремић
17. Селимир Јовановић
18. Вера Јосифовић
19. Мира Јуришић
20. Богомил Карлаварис
21. Зорица Костић
22. Момчило Крковић
23. Богдан Кршић
24. Драгомир Лазаревић
25. Боро Ликић
26. Бранислав Макеш
27. Зоран Мандић
28. Љубодраг Пенкин Маринковић
29. Мома Марковић
30. Душан Миловановић
31. Момчило Миловановић
32. Живорад Милошевић
33. Бранимир Минић
34. Слободан Михаиловић
35. Душан Мишковић
36. Душан Николић
37. Татјана Пајевић
38. Татјан Поздњаков
39. Божидар Продановић
40. Мирослав Протић
41. Благота Радовић
42. Славољуб Радојчић
43. Ђуро Радоњић
44. Милорад Рашић
45. Мира Сандић
46. Милан Станојев
47. Живојин Стефановић
48. Мирко Стефановић
49. Драгослав Сип Стојановић
50. Љубица Тапавички
51. Вањек Тивадар
52. Војислав Тодорић
53. Стојан Трумић
54. Милош Ћирић
55. Божидар Џмерковић
56. Мила Џокић
57. Томислав Шебековић